# Trần Văn Kiên
Trần Văn Kiên (sinh ngày 13 tháng 5 năm 1996, quê tại Nghĩa Đàn, Nghệ An) là một cầu thủ bóng đá chuyên nghiệp người Việt Nam hiện đang thi đấu cho câu lạc bộ Thép Xanh Nam Định ở vị trí hậu vệ cánh phải. Anh trưởng thành tại lò đào tạo của câu lạc bộ Hà Nội và đã từng được gọi lên đội tuyển quốc gia Việt Nam.
Anh hiện đang giữ kỷ lục về số lần vô địch V-League với 6 lần (2016, 2018, 2019, 2022,  2023–24 và 2024–25).

## Cuộc sống ban đầu

### Bị Sông Lam Nghệ An từ chối
Thực hiện mơ ước thành cầu thủ, ban đầu Văn Kiên gia nhập lò đào tạo Sông Lam Nghệ An. Nhưng càng thi đấu anh càng bộc lộ rõ điểm yếu, rồi bị loại do các huấn luyện đào tạo trẻ ở đây đánh giá anh "không có khả năng phát triển về chuyên môn".

### Trở thành học viên của trung tâm đào tạo trẻ Hà Nội
Năm 2011, Văn Kiên tiếp tục tìm đến cơ sở đào tạo T&T VSH. Anh dần khẳng định được chuyên môn và sau cùng được huấn luyện viên Văn Sỹ Hùng đưa thẳng ra Trung tâm đào tạo trẻ Hà Nội T&T

## Sự nghiệp cầu thủ
Tại đội trẻ Hà Nội, Văn Kiên sớm có vị trí chính thức trong các đội hình từ lứa U19 đến U21. Năm 2016, anh được ban huấn luyện đôn thẳng lên đội một của Hà Nội tham dự giải vô địch quốc gia (V.League 1).
Tháng 6 năm 2017, Văn Kiên được HLV Nguyễn Hữu Thắng triệu tập lên đội tuyển U23 Việt Nam để tham dự vòng loại U23 châu Á 2018 và SEA Games 29.
Cuối năm 2017, Văn Kiên lại được tân huấn luyện viên Park Hang Seo triệu tập vào danh sách đội tuyển U23 Việt Nam để chuẩn bị cho vòng chung kết U23 châu Á 2018, tuy nhiên sau đó đội ngũ y tế xác định anh đang có bệnh tim và Văn Kiên lại được trả về câu lạc bộ chủ quản.

## Thống kê sự nghiệp

### Đội tuyển quốc gia
| Việt Nam  | Việt Nam | Việt Nam  |
| Năm       | Số trận  | Bàn thắng |
| --------- | -------- | --------- |
| 2019      | 1        | 0         |
| Tổng cộng | 1        | 0         |

## Danh hiệu

### Câu lạc bộ
Hà Nội
- V.League 1: 2016, 2018, 2019, 2022
- Cúp Quốc gia: 2019, 2020, 2022
- Siêu cúp Quốc gia: 2018, 2019, 2020, 2022

Thép Xanh Nam Định
- V.League 1: 2023–24, 2024–25
- Siêu cúp Quốc gia: 2024